# Jacek Nowak (muzyk)
Jacek Nowak (ur. 22 października 1976 w Krakowie), znany jako „Jacko” – polski perkusista.

## Życiorys
Uczęszczał do szkoły muzycznej w klasie trąbki. Jego zamiłowanie do perkusji zrodziło się po obejrzeniu koncertu Deep Purple – Scandinavian Nights oraz Led Zeppelin – The Song Remains The Same. Działalność artystyczną rozpoczął w krakowskich klubach grając w składach bluesowych i rockowych, grając z takimi muzykami jak Robert Kubiszyn, Łukasz Targosz, Bartek Latus, Jacek Chruściński.
W roku 2001 dostał ofertę grania z Markiem Piekarczykiem, który wówczas budował skład solowego projektu Marek Piekarczyk i Przyjaciele. W składzie tego zespołu pojawił się Paweł Mąciwoda z którym Jacek postanowił stworzyć podwaliny zespołu, który potem przyjął nazwę Virgin Snatch. W 2011 roku muzyk opuścił formację z niewyjaśnionych przyczyn. W 2013 roku muzyk ponownie dołączył do zespołu.
Na początku 2019 roku ponownie rozstał się z Virgin Snatch, aby dołączyć do grupy Kat & Roman Kostrzewski, w której zastąpił Ireneusza Lotha.
Po śmierci Romana Kostrzewskiego, Jacek Nowak wraz z Jackiem Hiro podjęli decyzję o kontynuowaniu współpracy pod szyldem powołanego do życia w 2022 roku zespołu Popiór.

## Dyskografia
Virgin Snatch
- S.U.C.K. (2003, MILS Music, Mystic Production)
- Art of Lying (2005, Mystic Production)
- In the Name of Blood (2006, Mystic Production)
- Act of Grace (2008, Mystic Production)
- We Serve No One (2014, Mystic Production)

Kat & Roman Kostrzewski
- Popiór (2019, wydanie własne)

### Popiór
- Pomarlisko (2023, Szataniec)